# Lorenzo Neal
Lorenzo LaVonne Neal (Hanford, 27 dicembre 1970) è un ex giocatore di football americano statunitense.

## Carriera professionistica
Al debutto come rookie nella stagione 1993 con i Saints gioca 2 partite tutte da titolare facendo 21 corse per 175 yard"record personale" con un touchdown ed un fumble perso.
Nel 2º anno "stagione 1994" ha giocato 16 partite di cui 7 da titolare facendo 30 corse per 90 yard con un touchdown e un fumble perso, 2 ricezioni per 9 yard ed un ritorno su kickoff per 17 yard.
Nel 3º anno "stagione 1995" ha giocato 16 partite di cui 5 da titolare facendo 5 corse per 3 yard con 2 fumble di cui uno perso, 12 ricezioni per 123 yard con un touchdown ed 2 ritorni su kick off per 28 yard.
Nel 4º anno "stagione 1996" ha giocato 16 partite di cui 11 da titolare facendo 21 corse per 58 yard con un touchdown, 31 ricezioni per 194 yard"record personale" con un touchdown e un fumble perso. Inoltre ha recuperato 2 fumble.
Nel 5º anno "stagione 1997" passa ai Jets dove gioca 16 partite di cui 3 da titolare facendo 10 corse per 28 yard, 8 ricezioni per 40 yard con un touchdown ed 2 ritorni su kick off per 22 yard.
Nel 6º anno "stagione 1998" passa ai Buccaneers dove gioca 16 partite di cui 1 da titolare facendo 5 corse per 25 yard ed 5 ricezioni per 14 yard con un touchdown.
Nel 7º anno "stagione 1999" passa ai Titans dove gioca 16 partite di cui 14 da titolare facendo 2 corse per una iarda con un touchdown, 7 ricezioni per 27 yard con 2 touchdown ed 2 ritorni su kick off per 15 yard.
Nell'8º anno "stagione 2000" ha giocato 16 partite di cui 6 da titolare facendo una corsa perdendo 2 yard, 9 ricezioni per 31 yard con 2 touchdown ed un ritorno su kick off per 15 yard.
Nel 9º anno "stagione 2001" passa ai Bengals' dove gioca 16 partite di cui 10 da titolare facendo 5 corse per 10 yard, 19 ricezioni per 101 yard con un touchdown ed 2 tackle da solo.
Nel 10º anno "stagione 2002" ha giocato 16 partite di cui 8 da titolare facendo 9 corse per 31 yard, 21 ricezioni per 133 yard con un touchdown, 5 ritorni su kick off per 52 yard"record personale" ed 5 tackle"record personale" da solo.
Nell'11º anno "stagione 2003" passa ai Chargers dove gioca 16 partite di cui 15 da titolare facendo 18 corse per 40 yard con un touchdown, 16 ricezioni per 62 yard, un ritorno su kick off per una iarda ed un fumble recuperato.
Nel 12º anno "stagione 2004" ha giocato 16 partite di cui 10 da titolare facendo 16 corse per 53 yard con un fumble perso, 13 ricezioni per 66 yard, un ritorno su kick off per 12 yard.
Nel 13º anno "stagione 2005" ha giocato 16 partite di cui 15 da titolare facendo 29 corse per 98 yard, 24 ricezioni per 145 yard con un touchdown, un tackle da solo e un fumble recuperato.
Nel 14º anno "stagione 2006" ha giocato 16 partite di cui 11 da titolare facendo 29 corse per 140 yard con un touchdown e un fumble, 17 ricezioni per 83 yard, 3 ritorni su kick off per 11 yard, un tackle da solo. In totale 2 fumble di cui uno recuperato e uno uscito fuori dal campo di gioco.
Nel 15º anno "stagione 2007" ha giocato 13 partite di cui 8 da titolare facendo 13 corse per 32 yard, 8 ricezioni per 23 yard con un touchdown e un fumble che poi è uscito fuori dal campo di gioco ed un ritorno su kick off per 4 yard.
Nel 16º anno "stagione 2008" passa ai Ravens dove gioca 16 partite di cui 5 da titolare facendo 12 corse per 25 yard, 7 ricezioni per 35 yard ed un ritorno su kick off per 2 yard.
L'8 maggio 2009 ha firmato con i Raiders. Per poi esser messo sulla lista infortunati il 19 agosto a causa di uno strappo al legamento del ginocchio ed è stato sostituito da Rashad Baker. Il 26 dello stesso mese è stato svincolato.

## Palmarès
- (4) Pro Bowl (2002, 2005, 2006 e 2007).
- (2) First-Team All-Pro (2006, 2007).
- (1) Second-Team All-Pro (2005)
- Formazione ideale della NFL degli anni 2000
- Numero 22 ritirato dai Fresno State Bulldogs